# 44715 Paolovezzosi
44715 Paolovezzosi è un asteroide della fascia principale. Scoperto nel 1999, presenta un'orbita caratterizzata da un semiasse maggiore pari a 2,1958243 au e da un'eccentricità di 0,1923879, inclinata di 5,98893° rispetto all'eclittica.